# Полянский, Дмитрий Андреевич
Дмитрий Андреевич Полянский (род. 19 ноября 1986, Железногорск, Красноярский край) — титулованный российский триатлет, член сборной команды России (с 2003 года), чемпион мира по триатлону в эстафете, чемпион Европы по триатлону среди юниоров, участник Летних Олимпийских Игр в Пекине, Лондоне, Рио-де-Жанейро и Токио, неоднократный победитель международных турниров. С 2024 года занимает пост главного тренера сборной команды России. Заслуженный мастер спорта России (2015).

## Спортивная биография
Дмитрий Полянский увлёкся спортом, когда ему было 6 лет, первоначально занимаясь в секции плавания. В 1999 году он впервые принимает участие в соревнованиях по триатлону в Красноярском крае, которые неожиданно выигрывает. С этого времени Полянский начинает активно заниматься триатлоном, а его первым тренером становится А. Христофоров. В 2002—2003 годах спортсмен выполнил норматив «Мастера Спорта по триатлону» и впервые вошёл в сборную команду России, членом которой является до сих пор.
По признанию самого атлета, его первый важный старт состоялся в 2003 году в городе Дьёр (Венгрия), ставший первым международным соревнованием в карьере и первым выступлением за сборную страны.
В 2005 году Дмитрий Полянский стал победителем Кубка России среди юниоров, а спустя 2 года — триумфатором Чемпионата России по триатлону. Так же в 2007 году в составе национальной сборной он становится чемпионом мира в эстафете (Тисауйварош, Венгрия). В 2008 году Дмитрий Полянский отбирается для участия и представляет Россию на XXIX Олимпийских Играх в Пекине.
Наиболее успешным в спортивной карьере спортсмена стал 2009 год, когда Полянский с результатом 1:48:46 впервые в истории отечественного триатлона выиграл этап Кубка мира (Тисауйварош, Венгрии), побеждал на нескольких этапах Кубка Европы, а также стал чемпионом Европы среди юниоров (до 23 лет). На чемпионате мира в Австралии в 2009 году со временем 1:45.29 Дмитрий Полянский занял 6-е место, показав 3-й абсолютный результат в беге. Это достижение стало лучшим среди россиян.
С 2009 года Дмитрий Полянский вошёл в команду атлетов, поддерживаемых Herbalife, международной компанией, производящей продукты для сбалансированного питания, контроля веса и ухода за внешностью.
По итогам 2009 года он вошёл в 10-ку лучших триатлетов мира. В рейтинге 2010 г Международного союза триатлона был на 4-м месте с результатом 633 очка (на 06.05.2010). На текущий момент (сентябрь 2016) занимает 27-место.
Младший брат — Игорь Полянский (род. 1990), триатлет, участник Олимпиад 2008, 2012, 2016, 2020 годов. Мастер спорта России международного класса.

## Основные спортивные достижения
- 2007 Чемпион России по триатлону
- 2007 Чемпион мира по триатлону в эстафете
- 2008 Участник XXIX Летних Олимпийских Игр в Пекине
- 2009 Победитель этапа Кубка мира в Венгрии
- 2009 Чемпион Европы среди юниоров до 23 лет
- 2009 6-е место на Чемпионате мира в Австралии
- 2011 4-е место на Чемпионате мира в Пекине
- 2012 Бронзовый призер Чемпионата мира в эстафете Стокгольм
- 2012 Участник XXX Летних Олимпийских Игр в Лондоне
- 2012 Бронзовый призер Чемпионата мира по итогу сезона мировой серии
- 2013 Чемпион России по триатлону
- 2013 4-е место на Чемпионате мира в Лондоне
- 2014 Чемпион России по триатлону
- 2014 Бронзовый призер этапа мировой серии в Кейп Тауне
- 2016 Серебряный призер Чемпионата Европы в Лиссабоне
- 2016 Участник XXXI Летних Олимпийских Игр в Рио-де-Жанейро
- 2018 Победитель кубка мира по триатлону в Карловых Варах
- 2018 Победитель кубка мира по триатлону в Астане
- 2019 Чемпион России по триатлону
- 2021 Участник XXXII Летних Олимпийских Игр в Токио